# Іво Пілар
Іво Пілар (хорв. Ivo Pilar; нар. 19 червня 1874 — пом. 3 вересня 1933) — хорватський правник, історик, соціолог, публіцист, письменник-філософ, правий політик. Вважається основоположником хорватської геополітики. Його ім'ям названо Загребський інститут суспільних наук.

## Життєпис

### Ранні роки, освіта і перша робота
Народився у старовинній сім'ї з Чехії, яка, за деякими свідченнями, свого часу переселилася з Іспанії. Предки Іво оселилися в Хорватії, у Броді-на-Саві. Там народився його батько Джуро Пілар, академік, викладач університету, геолог і палеонтолог з європейським ім'ям, а також дядько Мартін Пілар (1861—1942), видатний архітектор, із яким він підтримував живі відносини навіть після повернення з Тузли в Загреб (1920). Мати Клементина була дочкою Джуро Црнадака (1820—1908), підприємця і визначного культурного діяча (співзасновника Матиці, Академії та університету), депутата парламенту і заступника міського голови Загреба.
У Загребі ходив у початкову школу. 1893 року закінчив Загребську класичну гімназію. У Віденській школі зовнішньої торгівлі пройшов однорічні торговельні курси. Вищу юридичну освіту здобув у Відні, а у престижній паризькій «École de droit» відвідував лекції, якими і завершив свою освіту. Після Парижа, повернувшись у Відень, отримав ступінь доктора, урочисте присвоєння якого відбулося 14 липня 1899. Після навчання короткий час працював секретарем корпорації у металургійній промисловості, звідки переїхав у Сараєво, де його призначили секретарем директора Крайового господарського банку. Був одним з ідеологів хорватського  модернізму, входив до Кола хорватських письменників, які з 1900 гуртувалися навколо Краньчевича. Свої дослідження і статті друкував у журналі Краньчевича «Nada» та в деяких загребських літературних часописах. Однак довго на цій службі не затримався, одержавши роботу канцеляристом у судовій канцелярії цього ж міста, ставши з 1901 року адвокатським секретарем-діловодом.

### Адвокат у Тузлі
1905 року перебрався у Тузлу, де відкрив адвокатську контору. У Тузлі, де він розгорнув бурхливу правничу і хорватську діяльність, залишався працювати адвокатом до весни 1920. Боснійські справи все більше поглинали його, особливо становище хорватського народу, тим-то він активно долучився до політичного життя у переконанні, що хорватська політика повинна стати більш рішучою у захисті інтересів і прав хорватів у Боснії і Герцеговині. 1906 став одним із засновників Хорватської народної співдружності (ХНЗ) — хорватської політичної партії у Боснії та Герцеговині, що стояла на засадах Хорватської партії права, намагаючись політично пробудити пасивне хорватське населення та підготувати його до прийдешніх доленосних подій. У лютому 1908 року став членом ЦК ХНЗ і головою окружкому ХНЗ «Нижня Тузла». Судячи з усього, його адвокатська контора в Тузлі була найрозвиненішою. Він представляв Крайовий банк, Перший хорватський ощадний банк та його філії у Боснії і Герцеговині (Хорватський центральний банк для Боснії і Герцеговини та Хорватський кооперативний банк у Сараєві), а також усі великі фірми в окрузі. Швидко надбав великий статок і в 1909 році збудував у Тузлі віллу навпроти поштово-телеграфної служби. Опублікував брошуру «Архієпископ Штадлер і Хорватська народна співдружність» (Сараєво, 1910 р.), яку не було добре сприйнято в церковних колах, тому між ним та архієпископом Врхбосни виникла політична незгода. У брошурі робиться висновок про те, що католицька віра, безперечно, відіграє виняткову роль у збереженні національної ідентичності хорватів у Боснії, але також вважається, що між інтересами народу та Церкви як інституції існують певні відмінності. Бувши дуже практичною людиною, він показував обставини життя Боснії та Герцеговини, де століттями правили закони шаріату, через що його дуже цінували в Тузлі. Суть упровадження процесів модернізації вбачав у прилаштуванні Загального австрійського цивільного кодексу до місцевих обставин.
На відміну від архієпископа Штадлера, великого авторитету хорватів у БіГ, Пілар виступав за міжконфесійний підхід у хорватській політичній організації, тобто за співробітництво хорватів-католиків і хорватів-мусульман, тоді як Штадлер наполягав на тому, щоб тільки католики були членами хорватських політичних організацій. У тій полемічній брошурі «Архієпископ Штадлер і Хорватська народна співдружність» 1910 року Пілар пояснив, чому хорвати в БіГ не повинні зважати виключно на свою релігійну належність, і тому знак рівності не повинен ставитися лише між хорватами і католиками, бо цим самим відкидаються хорвати-мусульмани, що призводить до послаблення хорватської справи в цілому.
Проте, коли на початку 1912 р. представники мусульман і сербів спільно виступили у парламенті Боснії проти зв'язку Боснії та Герцеговини з Хорватією, колишні супротивники Пілар і Штадлер зблизилися. План ХНС відхилили представники боснійських мусульман у парламенті Боснії. План полягав у створенні хорватського католицько-мусульманського політичного блоку, який зумів би протистояти зусиллям сербів відірвати БіГ від австро-угорської монархії та приєднати до Королівства Сербії. У боснійському парламенті представники мусульман і сербів разом виступали проти злуки БіГ і Хорватії у межах монархії та обстоювали автономію цієї країни. Відтоді Штадлер і Пілар тісно співпрацювали до кінця 1918, потужно впливаючи на політичне становлення боснійських хорватів на початку ХХ сторіччя.
1913 року він разом зі своїм колегою-адвокатом Віктором Янкевичем заснував у Тузлі Хорватський дім. Після сараєвського вбивства Франца Фердинанда 28 червня 1914 він організував протести проти змовників і закликав громадян боротися фізично з противниками монархії. Світова війна застала його в Тузлі, і на противагу багатьом хорватам, які очікували розпаду ненависної Австро-Угорщини, Пілар попереджав, що монархія — це єдиний гарант виживання Хорватії, і що її слід, звичайно, зберегти, дещо реформувавши. 1915 він оприлюднив у Загребі під псевдонімом «д-р. Юричич» дослідження «Світова війна та хорвати. Спроба зорієнтувати хорватський народ ще до кінця війни», де висловлював переконання, що хорватська політична еліта заблукала, не знайшовши себе в останніх подіях, і замість того, щоб чітко сформулювати цілі та програму боротьби хорватського народу у світовій війні, залишала ініціативу сербам. Твір добре сприйняли обізнані читачі, тому 1917 року вийшло друге видання.
Того ж року його мобілізовано. Після оприлюднення Травневої декларації у Відні хорватський політичний корпус у БіГ розколовся, а Пілар розійшовся із проводом боснійських францисканців. Пілар тоді взяв на себе редагування найважливішої хорватської політичної газети у БіГ «Hrvatski dnevnik».

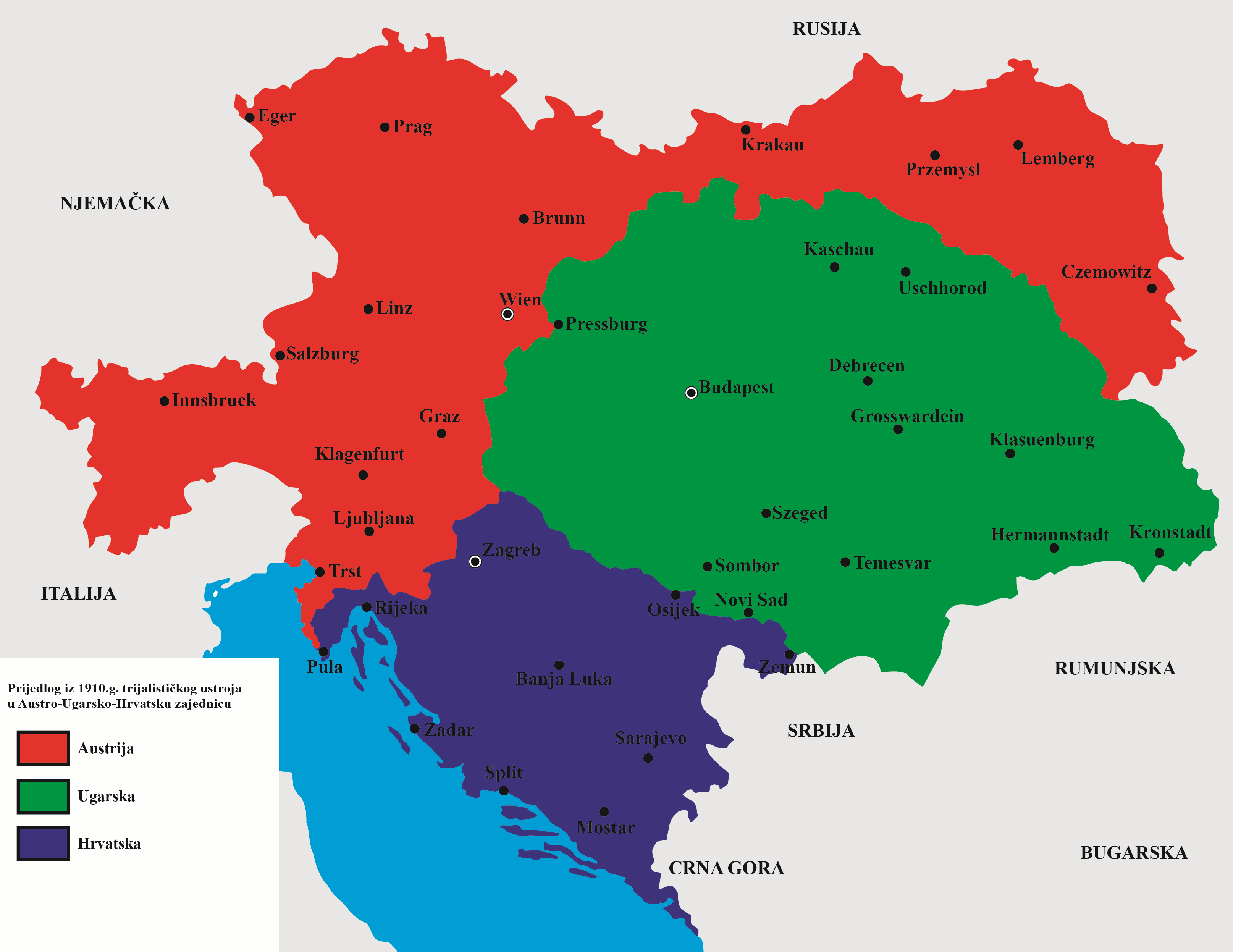
Пропозиція Пілара триалістичного переустрою імперії, направлена цісареві Карлу I в 1917 р.

Розвиток подій на півдні монархії відбувався поза бажаннями та переконаннями Пілара, тому 1918 в Сараєві він видав невеличку книжечку (32 сторінки малого формату) «Політична географія хорватських земель. Геополітична розвідка» (хорв. Politički zemljopis hrvatskih zemalja. Geopolitička studija), яка заклала підвалини геополітики у хорватів. Він і сам це усвідомлював, бо зазначав: «Нам не відомо, щоб у хорватській літературі існувала праця з політичної географії в даному напрямі. [...] Цей есей, таким чином, виявляється первістком у тій царині нашої літератури.» У цьому творі Пілар відзначав, що з 1908 року, тобто з моменту анексії Боснії та Герцеговини, хорватські землі опинилися в складі єдиної і до того ж сильної держави, яка була гарантом виживання Хорватії і під владою якої «сьогоднішні хорватські землі розквітали, як ніколи раніше».
Навесні 1918 року Пілар зблизився з послідовниками Йосипа Франка у Сараєві та опублікував три важливі праці на сторінках їхнього часопису «Kroatische Rundschau».
1920 року він виїхав з Тузли, але його адвокатське бюро діяло до 1921 року. Новим пожильцем вілли Пілара 1920 р. стала т. зв. «Bratinska blagajna» (братська каса) — попередник майбутнього інституту соціального страхування. За партизанської влади в Тузлі в жовтні—листопаді 1943 року в його віллі перебував обком КПЮ для Східної Боснії вкупі з агітпропом і редакцією газети Тузланської області «Fronta slobode», але тільки першого номера. Після війни у віллі розташувався Інститут соціального страхування Тузли, а з 1948 — Будинок народного здоров’я. Будівлю знесено через просідання у проміжку з 1973 до 1976 року.

### Останні роки та смерть
Він був противником віднесення Хорватії до Балкан, а з розпадом монархії та створенням югославської держави для нього настали чорні дні. У новопосталому Королівстві сербів, хорватів і словенців він зіштовхнувся з непохитним великосербським централізмом і з особливою гіркотою переживав нерозв'язаність хорватського питання. Через свої політичні переконання був небажаною людиною, отож наприкінці 1918 року нова влада в Тузлі хотіла і з ним звести порахунки як із прибічником габсбурзької монархії. Спочатку його життя опинилося в небезпеці, але справа устаткувалася. Можна з упевненістю припустити, що нові можновладці не наважувалися безпосередньо розправитися з адвокатом, репутація якого була однаково гарною серед жителів Тузли всіх національностей і конфесій, та одним із найвизначніших юристів у місті. Одначе він 1920 року покинув Тузлу і повернувся в Загреб.  Під політичним тиском Пілар ліквідував свою адвокатську канцелярію в Тузлі.
Однак і в Загребі його спіткали політичні і поліційні переслідування та притягнення до суду. Він відійшов від активної політичної діяльності і зайнявся правничими справами, але то тільки про людське око — насправді ж він невтомно писав. 1921 року його разом із Міланом Шуфлаєм судили на показовому політичному процесі за державну зраду. Він був п'ятнадцятим обвинуваченим у судовому процесі проти шістнадцятьох осіб. Сторона звинувачення нічого не довела. Проте 6 серпня 1921 його визнали винним і засудили на два місяці ув'язнення та на один рік умовно.
Пілар продовжував писати, публікував професійні, наукові, здавалося б, неполітичні праці в галузі філософії та історії (наприклад, про богомильство), а також низку геополітичних, політологічних і соціологічних досліджень чи розвідок. У лютому 1933, знову під псевдонімом — цього разу як «Florian Lichtträger» (Cvjetko Svjetlonoša), у Берліні випустив німецькою мовою наукову працю «Immer wieder Serbien: Jugoslawiens Schicksalsstunde» (Раз по раз Сербія: доленосний час Югославії), вступне слово до якої написав Фрідріх Тімме (нім. Friedrich Thimme), і лише в 1990-х роках у двох поганих перекладах вона з'явилася хорватською. Книжку відразу ж заборонила югославська влада. Про неї у своїй книжці «Хорватський народ у боротьбі за самостійну і незалежну хорватську державу» (хорв. Hrvatski narod u borbi za samostalnu i neovisnu hrvatsku državu) негативно відгукувався д-р Миле Будак, тоді вже хорватський політичний емігрант.

Незабаром після оприлюднення тієї наукової праці Пілар був знайдений мертвим у своїй квартирі. Югославська преса у всіх барвах розписала Піларове «самогубство», але відчинене вікно його помешкання, а також той факт, що він ніколи не володів зброєю, заронили підозру. Хорватська емігрантська газета з Берліна «Nezavisna hrvatska država» відкрито назвала цю подію вбивством. Хороший знавець творчості Пілара Дубравко Єлчич теж сумнівався, що це самогубство. У вже згадуваній статті написано: 
|  | O Pilarovoj smrti postoje i danas dvije verzije: jedna, da je Pilar, u mračnim danima Aleksandrove diktature, očajavajući nad sudbinom hrvatske politike, digao ruke na sebe; i ta se verzija do danas održala kao službena i vjerodostojna. Ali se, permanentno u kuloarima održala i druga, da je Pilarova smrt uslijedila kao posljedica nasilja beogradskih agenata, koji su u ovom slučaju obavili svoj krvavi posao puno profesionalnije nego u slučajevima Milana Šufflaya (19. veljače 1931.) i Mile Budaka (7. lipnja 1932.). |

Того ж 1933 року, лише за якийсь місяць до його смерті, вийшов друком новий твір Пілара «Immer wieder Serbien», який можна вважати продовженням «Південнослов’янського питання».
Його поховали в родинній гробниці на загребському кладовищі Мирогой.